# Bavarian Open
Bavarian Open – międzynarodowe zawody w łyżwiarstwie figurowym w kategorii seniorów, juniorów i juniorów młodszych (kat. Novice) organizowane przez Związek Łyżwiarski Bawarii. Zawody odbywają się w Oberstdorfie w hali Eissportzentrum Oberstdorf. Od 2011 roku zawody są uznawane przez Niemiecki Związek Łyżwiarski oraz Międzynarodową Unię Łyżwiarską. W trakcie zawodów rozgrywane są w konkurencje solistów, solistek, par sportowych i tanecznych.

## Medaliści w kategorii seniorów

### Soliści
| Rok  | Złoto                                      | Srebro                                     | Brąz                                       | Źr.    |
| ---- | ------------------------------------------ | ------------------------------------------ | ------------------------------------------ | ------ |
| 2008 | Fabio Mascarello                           | Ferenc Kassai                              | brak zawodników                            | [ 1 ]  |
| 2009 | Anton Kowałewski                           | Philipp Tischendorf                        | Matthew Parr                               | [ 2 ]  |
| 2010 | Philipp Tischendorf                        | Michael Biondi                             | Mikael Redin                               | [ 3 ]  |
| 2011 | Michal Březina                             | Denis Wieczorek                            | Christopher Berneck                        | [ 4 ]  |
| 2012 | Franz Streubel                             | Martin Rappe                               | Christopher Caluza                         | [ 5 ]  |
| 2013 | Nobunari Oda                               | Kento Nakamura                             | Paul Fentz                                 | [ 6 ]  |
| 2014 | Ivan Righini                               | Franz Streubel                             | Petr Coufal                                | [ 7 ]  |
| 2015 | Andriej Łazukin                            | Franz Streubel                             | Valtter Virtanen                           | [ 8 ]  |
| 2016 | Ivan Righini                               | Franz Streubel                             | Ryūju Hino                                 | [ 9 ]  |
| 2017 | Vincent Zhou                               | Hiroaki Satō                               | Shu Nakamura                               | [ 10 ] |
| 2018 | Maurizio Zandron                           | Lukas Britschgi                            | Petr Kotlařík                              | [ 11 ] |
| 2019 | Koshiro Shimada                            | Conrad Orzel                               | Peter James Hallam                         | [ 12 ] |
| 2020 | Shun Satō                                  | Nikolaj Majorov                            | Yuto Kishina                               | [ 13 ] |
| 2021 | Zawody odwołano z powodu pandemii COVID-19 | Zawody odwołano z powodu pandemii COVID-19 | Zawody odwołano z powodu pandemii COVID-19 | [ 14 ] |

### Solistki
| Rok  | Złoto                                      | Srebro                                     | Brąz                                       | Źr.    |
| ---- | ------------------------------------------ | ------------------------------------------ | ------------------------------------------ | ------ |
| 2008 | Sarah Hecken                               | Kristin Wieczorek                          | Roberta Rodeghiero                         | [ 1 ]  |
| 2009 | Alice Garlisi                              | Roberta Rodeghiero                         | Alice Velati                               | [ 2 ]  |
| 2010 | Katharina Häcker                           | Roberta Rodeghiero                         | Andrea Kreuzer                             | [ 3 ]  |
| 2011 | Katharina Häcker                           | Belinda Schönberger                        | Miriam Ziegler                             | [ 4 ]  |
| 2012 | Nathalie Weinzierl                         | Roberta Rodeghiero                         | Isabelle Olsson                            | [ 5 ]  |
| 2013 | Nathalie Weinzierl                         | Sarah Hecken                               | Nicole Rajičová                            | [ 6 ]  |
| 2014 | Joshi Helgesson                            | Anna Ovcharova                             | Anais Ventard                              | [ 7 ]  |
| 2015 | Mariko Kihara                              | Lutricia Bock                              | Niki Wories                                | [ 8 ]  |
| 2016 | Yuka Nagai                                 | Lutricia Bock                              | Lea Johanna Dastich                        | [ 9 ]  |
| 2017 | Angela Wang                                | Nathalie Weinzierl                         | Lea Johanna Dastich                        | [ 10 ] |
| 2018 | Rin Nitaya                                 | Yura Matsuda                               | Nathalie Weinzierl                         | [ 11 ] |
| 2019 | Satoko Miyahara                            | Yuna Aoki                                  | Aurora Cotop                               | [ 12 ] |
| 2020 | Satoko Miyahara                            | Marin Honda                                | Niki Wories                                | [ 13 ] |
| 2021 | Zawody odwołano z powodu pandemii COVID-19 | Zawody odwołano z powodu pandemii COVID-19 | Zawody odwołano z powodu pandemii COVID-19 | [ 14 ] |

### Pary sportowe
| Rok                                           | Złoto                                      | Srebro                                     | Brąz                                       | Źr.    |
| --------------------------------------------- | ------------------------------------------ | ------------------------------------------ | ------------------------------------------ | ------ |
| 2010                                          | Klára Kadlecová / Petr Bidař               | Nicole Gurny / Martin Liebers              | brak zawodników                            | [ 3 ]  |
| 2011                                          | Maylin Hausch / Daniel Wende               | Katharina Gierok / Florian Just            | Mari Vartmann / Aaron Van Cleave           | [ 4 ]  |
| 2012                                          | Maylin Hausch / Daniel Wende               | Katarina Gierboldt / Aleksandr Enbiert     | Nicole Della Monica / Matteo Guarise       | [ 5 ]  |
| 2013                                          | Ksienija Stołbowa / Fiodor Klimow          | Julija Antipowa / Nodari Maisuradze        | Mari Vartmann / Aaron Van Cleave           | [ 6 ]  |
| 2014                                          | Julija Antipowa / Nodari Maisuradze        | Katarina Gierboldt / Aleksandr Enbiert     | Giulia Foresti / Luca Demattè              | [ 7 ]  |
| 2015                                          | Amani Fancy / Christopher Boyadji          | Alessandra Cernuschi / Filippo Ambrosini   | Jelizawieta Makarowa / Leri Kenchadzie     | [ 8 ]  |
| 2016                                          | Aliona Savchenko / Bruno Massot            | Minerva-Fabienne Hase / Nolan Seegert      | Lola Esbrat / Andriej Nowosiołow           | [ 9 ]  |
| 2017                                          | Ioulia Chtchetinina / Noah Scherer         | Alexandra Herbríková / Nicolas Roulet      | Daria Beklemisheva / Mark Magyar           | [ 10 ] |
| Konkurencja nie została rozegrana w 2018 roku |                                            |                                            |                                            |        |
| 2019                                          | Laura Barquero / Aritz Maestu              | Annika Hocke / Ruben Blommaert             | Zoe Jones / Christopher Boyadji            | [ 12 ] |
| 2020                                          | Anastasija Miszyna / Aleksandr Gallamow    | Annika Hocke / Robert Kunkel               | Karina Akopowa / Maksim Szagałow           | [ 13 ] |
| 2021                                          | Zawody odwołano z powodu pandemii COVID-19 | Zawody odwołano z powodu pandemii COVID-19 | Zawody odwołano z powodu pandemii COVID-19 | [ 14 ] |

### Pary taneczne
| Rok  | Złoto                                      | Srebro                                     | Brąz                                       | Źr.    |
| ---- | ------------------------------------------ | ------------------------------------------ | ------------------------------------------ | ------ |
| 2011 | Nielli Żyganszyna / Alexander Gazsi        | Jana Chochłowa / Fiodor Andriejew          | Sara Hurtado / Adrià Díaz                  | [ 4 ]  |
| 2012 | Charlène Guignard / Marco Fabbri           | Jekatierina Puszkasz / Jonathan Guerreiro  | Lucie Myslivečková / Neil Brown            | [ 5 ]  |
| 2013 | Penny Coomes / Nicholas Buckland           | Isabella Tobias / Deividas Stagniūnas      | Lorenza Alessandrini / Simone Vaturi       | [ 6 ]  |
| 2014 | Justyna Plutowska / Peter Gerber           | Shari Koch / Christian Nüchtern            | Henna Lindholm / Ossi Kanervo              | [ 7 ]  |
| 2015 | Misato Komatsubara / Andrea Fabbri         | Allison Reed / Vasili Rogov                | Cortney Mansour / Michal Češka             | [ 8 ]  |
| 2016 | Penny Coomes / Nicholas Buckland           | Tina Garabedian / Simon Proulx-Sénécal     | Carter Marie Jones / Richard Sharpe        | [ 9 ]  |
| 2017 | Anna Cappellini / Luca Lanotte             | Olivia Smart / Adrià Díaz                  | Kavita Lorenz / Panagiotis Polizoakis      | [ 10 ] |
| 2018 | Lilah Fear / Lewis Gibson                  | Jasmine Tessari / Francesco Fioretti       | Shari Koch / Christian Nüchtern            | [ 11 ] |
| 2019 | Anastasija Szpilewaja / Grigorij Smirnow   | Jennifer Urban / Benjamin Steffan          | Juulia Turkkila / Matthias Versluis        | [ 12 ] |
| 2020 | Allison Reed / Saulius Ambrulevičius       | Marie-Jade Lauriault / Romain Le Gac       | Haley Sales / Nikolas Wamsteeker           | [ 13 ] |
| 2021 | Zawody odwołano z powodu pandemii COVID-19 | Zawody odwołano z powodu pandemii COVID-19 | Zawody odwołano z powodu pandemii COVID-19 | [ 14 ] |

## Medaliści w kategorii juniorów

### Soliści
| Rok  | Złoto                                      | Srebro                                     | Brąz                                       | Źr.    |
| ---- | ------------------------------------------ | ------------------------------------------ | ------------------------------------------ | ------ |
| 2008 | Petr Bidař                                 | Ruben Errampalli                           | Saverio Giacomelli                         | [ 1 ]  |
| 2009 | Saverio Giacomelli                         | Luca Dematte                               | Filippo Ambrosini                          | [ 2 ]  |
| 2010 | Stéphane Walker                            | Laurent Alvarez                            | Alexander Lohmayer                         | [ 3 ]  |
| 2011 | Martin Rappe                               | Pavel Savinov                              | Manuel Leitner                             | [ 4 ]  |
| 2012 | Antoine Noel Pierre                        | Charles Tetar                              | Vincent Hey                                | [ 5 ]  |
| 2013 | Iwan Pawłow                                | Anton Kempf                                | Panagiotis Polizoakis                      | [ 6 ]  |
| 2014 | Deniss Vasiljevs                           | Danijjel Samochin                          | Jegor Muraszow                             | [ 7 ]  |
| 2015 | Jegor Muraszow                             | Anton Kempf                                | Daniel Albert Naurits                      | [ 8 ]  |
| 2016 | Dave Kötting                               | Josh Brown                                 | Jegor Muraszow                             | [ 9 ]  |
| 2017 | Nicolas Nadeau                             | Conrad Orzel                               | Joseph Phan                                | [ 10 ] |
| 2018 | Kazuki Kushida                             | Shun Satō                                  | Adam Siao Him Fa                           | [ 11 ] |
| 2019 | Nurullah Sahaka                            | Joonsoo Kim                                | Jonathan Hess                              | [ 12 ] |
| 2020 | Stephen Gogolev                            | Joseph Phan                                | Lucas Tsuyoshi Honda                       | [ 13 ] |
| 2021 | Zawody odwołano z powodu pandemii COVID-19 | Zawody odwołano z powodu pandemii COVID-19 | Zawody odwołano z powodu pandemii COVID-19 | [ 14 ] |

### Solistki
| Rok  | Grupa                                      | Złoto                                      | Srebro                                     | Brąz                                       | Źr.    |
| ---- | ------------------------------------------ | ------------------------------------------ | ------------------------------------------ | ------------------------------------------ | ------ |
| 2008 |                                            | Sandy Hoffmann                             | Briana Munoz                               | Alice Garlisi                              | [ 1 ]  |
| 2009 |                                            | Jennifer Urban                             | Romy Bühler                                | Virginie Clerc                             | [ 2 ]  |
| 2010 | Group I                                    | Carlotta Ortenzi                           | Virginie Clerc                             | Jeanny-Ann Kaiser                          | [ 3 ]  |
| 2010 | Group II                                   | Tina Stürzinger                            | Monika Simančíková                         | Isabelle Glaser                            | [ 3 ]  |
| 2011 |                                            | Romy Bühler                                | Brooklee Han                               | Anne Zetzsche                              | [ 4 ]  |
| 2012 | Group I                                    | Laurine Lecavelier                         | Jennifer Parker                            | Anita Madsen                               | [ 5 ]  |
| 2012 | Group II                                   | Maria-Katharina Herceg                     | Yasmine Kimiko Yamada                      | Tanja Odermatt                             | [ 5 ]  |
| 2013 | Group I                                    | Maria-Katharina Herceg                     | Allison Perticheto                         | Yasmine Kimiko Yamada                      | [ 6 ]  |
| 2013 | Group II                                   | Bahia Taleb                                | Anaïs Ventard                              | Jennifer Parker                            | [ 6 ]  |
| 2014 | Group I                                    | Jenni Saarinen                             | Liubov Efimenko                            | Michaela du Toit                           | [ 7 ]  |
| 2014 | Group II                                   | Maria-Katharina Herceg                     | Angelina Kučvaļska                         | Matilde Gianocca                           | [ 7 ]  |
| 2015 | Group I                                    | Danielle Harrison                          | Kristina Isaev                             | Marina Popov                               | [ 8 ]  |
| 2015 | Group II                                   | Maria-Katharina Herceg                     | Jennifer Schmidt                           | Matilde Gianocca                           | [ 8 ]  |
| 2016 | Group I                                    | Alisa Łozko                                | Yuna Aoki                                  | Anastasija Hożwa                           | [ 9 ]  |
| 2016 | Group II                                   | Tyler Pierce                               | Danielle Harrison                          | Alissa Scheidt                             | [ 9 ]  |
| 2017 | Group I                                    | Saya Suzuki                                | Riko Takino                                | Ann-Christin Marold                        | [ 10 ] |
| 2017 | Group II                                   | Sarah Tamura                               | Paula Mikolajczyk                          | Alissa Scheidt                             | [ 10 ] |
| 2018 |                                            | Tomoe Kawabata                             | Rinka Watanabe                             | Pooja Kalyan                               | [ 11 ] |
| 2019 | Group I                                    | You Young                                  | Wakana Naganawa                            | Lucrezia Beccari                           | [ 12 ] |
| 2019 | Group II                                   | Yuna Shiraiwa                              | Emilia Murdock                             | Romy Schallert                             | [ 12 ] |
| 2020 | Group I                                    | Kaiya Ruiter                               | Elsa Cheng                                 | Ginevra Lavinia Negrello                   | [ 13 ] |
| 2020 | Group II                                   | Madeline Schizas                           | Viktoria Iushchenkova                      | Ellen Slavicek                             | [ 13 ] |
| 2021 | Zawody odwołano z powodu pandemii COVID-19 | Zawody odwołano z powodu pandemii COVID-19 | Zawody odwołano z powodu pandemii COVID-19 | Zawody odwołano z powodu pandemii COVID-19 | [ 14 ] |

### Pary sportowe
| Rok  | Złoto                                      | Srebro                                     | Brąz                                       | Źr.    |
| ---- | ------------------------------------------ | ------------------------------------------ | ------------------------------------------ | ------ |
| 2009 | Juliana Gurdzhi / Alexander Völler         | Carolina Gillespie / Daniel Aggiano        | Vanessa Schöche / Andreas Müller           | [ 2 ]  |
| 2010 | Juliana Gurdzhi / Alexander Völler         | brak zawodników                            | brak zawodników                            | [ 3 ]  |
| 2011 | Rachel Epstein / Dmitry Epstein            | Anais Morand / Timothy Leemann             | brak zawodników                            | [ 4 ]  |
| 2012 | Camille Mendoza / Christopher Boyadji      | Linda Wenzig / Matti Landgraf              | Bianca Manacorda / Niccolò Macii           | [ 5 ]  |
| 2013 | Annabelle Prölß / Ruben Blommaert          | Arina Czerniawska / Antonio Souza-Kordeyru | Vanessa Bauer / Nolan Seegert              | [ 6 ]  |
| 2014 | Bianca Manacorda / Niccolò Macii           | Ami Koga / Francis Boudreau-Audet          | Molly Lanaghan / Jake Astill               | [ 7 ]  |
| 2015 | Anastasija Miszyna / Władisław Mirzojew    | Irma Caldara / Edoardo Caputo              | Minori Yuge / Jannis Bronisefski           | [ 8 ]  |
| 2016 | Anastasija Miszyna / Władisław Mirzojew    | Renata Ohanesian / Mark Bardej             | Bianca Manacorda / Niccolò Macii           | [ 9 ]  |
| 2017 | Evelyn Walsh / Trennt Michaud              | Lori-Ann Matte / Thierry Ferland           | Alexandria Yao / Austin Hale               | [ 10 ] |
| 2018 | Laiken Lockley / Keenan Prochnow           | Sara Carli / Marco Pauletti                | Greta Crafoord / John Crafoord             | [ 11 ] |
| 2019 | Chelsea Liu / Ian Meyh                     | Elwira Kildiejewa / Władimir Sled          | Karina Safina / Michaił Domnin             | [ 12 ] |
| 2020 | Kelly Ann Laurin / Loucas Ethier           | Gabrielle Levesque / Pier-Alexandre Hudon  | Alyssa Montan / Manuel Piazza              | [ 13 ] |
| 2021 | Zawody odwołano z powodu pandemii COVID-19 | Zawody odwołano z powodu pandemii COVID-19 | Zawody odwołano z powodu pandemii COVID-19 | [ 14 ] |

### Pary taneczne
| Rok  | Złoto                                         | Srebro                                     | Brąz                                       | Źr.    |
| ---- | --------------------------------------------- | ------------------------------------------ | ------------------------------------------ | ------ |
| 2008 | Lorenza Alessandrini / Simone Vaturi          | Lucie Myslivečková / Matěj Novák           | Karolína Procházková / Michal Češka        | [ 1 ]  |
| 2009 | Juliane Haslinger / Tom Finke                 | Sonja Pauli / Tobias Eisenbauer            | Dominique Dieck / Michael Zenkner          | [ 2 ]  |
| 2010 | Sara Hurtado / Adrián Díaz                    | Sonja Pauli / Tobias Eisenbauer            | Karolina Procházková / Michal Češka        | [ 3 ]  |
| 2011 | Walerija Łosiewa / Dienis Łunin               | Tatjana Baturincewa / Siergiej Mozgow      | Karolina Procházková / Michal Češka        | [ 4 ]  |
| 2012 | Karolina Procházková / Michal Češka           | Elektra Hetman / Benjamin Allain           | Sofia Sforza / Francesco Fioretti          | [ 5 ]  |
| 2013 | Sofia Sforza / Francesco Fioretti             | Daria Morozova / Mikhail Zhirnov           | Alessia Busi / Andrea Fabbri               | [ 6 ]  |
| 2014 | Darja Morozowa / Michaił Żyrnow               | Jewa Chaczaturian / Igor Jeriomienko       | Olivia Smart / Joseph Buckland             | [ 7 ]  |
| 2015 | Sofia Sforza / Leo Luca Sforza                | Nicole Kuzmichová / Alexandr Sinicyn       | Katharina Müller / Tim Dieck               | [ 8 ]  |
| 2016 | Sofja Szewczenko / Igor Jeriomienko           | Eliana Gropman / Ian Somerville            | Nicole Kuzmichová / Alexandr Sinicyn       | [ 9 ]  |
| 2017 | Jekatierina Kuzniecowa / Dmitrij Parchomienko | Marjorie Lajoie / Zachary Lagha            | Ashlynne Stairs / Lee Royer                | [ 10 ] |
| 2018 | Ria Schwendinger / Valentin Wunderlch         | Natacha Lagouge / Corentin Rahier          | Charise Matthaei / Maximilian Pfisterer    | [ 11 ] |
| 2019 | Marjorie Lajoie / Zachary Lagha               | Alicia Fabbri / Paul Ayer                  | Charise Matthaei / Maximilian Pfisterer    | [ 12 ] |
| 2020 | Avonley Nguyen / Wadym Kołesnyk               | Emmy Bronsard / Aissa Bouaraguia           | Natalie D’Alessandro / Bruce Waddell       | [ 13 ] |
| 2021 | Zawody odwołano z powodu pandemii COVID-19    | Zawody odwołano z powodu pandemii COVID-19 | Zawody odwołano z powodu pandemii COVID-19 | [ 14 ] |